# Poarta Albă
Poarta Albă es una comuna rumana del condado de Constanța.

## Geografía
La comuna se encuentra en la región de Dobruja septentrional.

## Historia
Hacia finales del siglo XIX, la comuna, que ya por entonces pertenecía al condado de Constanța, estaba compuesta por las localidades de Alacapî, Chiostel y Docuzol y tenía contabilizada una población de 1551 habitantes.
En la segunda mitad del siglo XX la localidad había pasado a estar compuesta por las localidades de Poarta Albă y Nazarcea. En el censo de 2021 la comuna tenía una población de 5587 habitantes.